# Bounce (singel Sarah Connor)
„Bounce” – piosenka pop-rock/R&B stworzona przez Bülenta Arisa, Toni Cottura, Anthony’ego Freemana na drugi studyjny album niemieckiej wokalistki Sarah Connor, „Unbelievable” (2002). Wyprodukowana przez Arisa, piosenka zawiera sampel utworu Mary J. Blige z roku 2001 „Family Affair”. Kompozycja stała się czwartym i finalnym singlem promującym krążek Unbelievable (2002); główny singel z debiutanckiego amerykańskiego krążka.
"Bounce” oryginalnie ukazał się w Niemczech w lipcu 2003 roku. Pomimo iż utwór stał się sygnaturalną piosenką artystki, nie odniósł pożądanego sukcesu ze względu na słabą promocję z powodu ciąży wokalistki. Kompozycja najwyższą pozycję zanotowała w rodzimym kraju Connor, numer #12.
W zimę 2003 roku para amerykańskich DJ-ów otrzymała kopię nagrania „Bounce”, zmiksowała je oraz wręczyła największym stacjom radiowym w tymże kraju. Po kilku miesiącach grania utwór zyskał popularność przez co „Bounce” ukazał się jako osobny singel na CD. Piosenka odniosła dość duży sukces (jak na utwór wydany przez debiutującego, europejskiego artystę) zajmując pozycję #54 na liście Billboard Hot 100 najlepiej sprzedających się singli w Ameryce. „Bounce” oficjalnie w Stanach Zjednoczonych ukazał się dnia 11 maja 2004 oraz pojawił się na specjalnym, amerykańskim albumie.

## Formaty i lista utworów singla
Niemiecki/Europejski CD-maxi singel
1. „Bounce” (Kayrob Radio Mix)
2. „Bounce” (Jiggy Joint Radio Remix)
3. „Bounce” (Original Version)
4. „Bounce” (Kayrob vs. Goldkind Remix)
5. „Bounce” (Jiggy Joint Club Remix)
6. „Bounce” (Videoclip)

Niemiecki CD-maxi singel
1. „Bounce” (Kayrob Radio Mix)
2. „Bounce” (Jiggy Joint Radio RMX)
3. „Bounce” (Videoclip)

Europejski dwunagraniowy CD singel 1
1. „Bounce” (Kayrob Radio Mix)
2. „Bounce” (Jiggy Joint Radio Remix)

Europejski dwunagraniowy CD singel 2
1. „Bounce” (French Radio Edit)
2. „Bounce” (Album Version)

Brytyjski CD singel
1. „Bounce” (US Radio Version)
2. „Bounce” (Cool & Dre Urban Remix)

Amerykański CD singel
1. „Bounce” (Radio Version)
2. „Where Did U Sleep Last Nite?” (Single Edit)

Australijski CD singel
1. „Bounce” (Kayrob Radio Mix)
2. „Bounce” (Jiggy Joint Radio Remix)
3. „Bounce”
4. „Bounce” (Kayrob vs. Goldkind Remix)
5. „Bounce” (Jiggy Joint Club Remix)

## Pozycje na listach
| Lista Przebojów (2003)           | Najwyższa pozycja |
| -------------------------------- | ----------------- |
| Austria (Media Control AG)       | 20                |
| Belgia (Ultratop Flamandia)      | 33                |
| Belgia (Ultratop Wallonia)       | 66                |
| Europa (Euro WebCharts)          | 36                |
| Europa (Billboard)               | 27                |
| Niemcy (Media Control AG)        | 12                |
| Niemcy (Media Control AG)        | 2                 |
| Polska (ZPAV)                    | 14                |
| Polska (Media Control AG)        | 5                 |
| Szwajcaria (Media Control AG)    | 14                |
| Lista Przebojów (2004)           | Najwyższa pozycja |
| Australia (ARIA)                 | 14                |
| Brazylia (Billboard)             | 68                |
| Czechy (IFPI CZ)                 | 40                |
| Irlandia (IRMA)                  | 23                |
| Kanada (Billboard)               | 42                |
| Rumunia (Media Control AG)       | 19                |
| UK (The Official Charts Company) | 14                |
| USA Billboard Hot 100)           | 54                |
| USA Billboard Pop 100            | 12                |
| USA Billboard Radio Airplay      | 56                |
| Airplay World Official Top 100   | 34                |
| World Singles Official Top 100   | 18                |